# Matthias Corvinus
Matthias Corvinus eller Matthias 1. (23. februar 1443–6. april 1490) var konge af Ungarn og Kroatien fra 1458 til 1490 og konge i dele af Bøhmen fra 1469 til 1490. I hans regeringstid kom renæssancen til Ungarn, og han regnes blandt Ungarns største konger.
Matthias fik tilnavnet Corvinus (af latin: corvus; ravn) på grund af den sorte ravn i hans våbenskjold.

## Biografi

### Tidlige liv
Matthias Hunyadi blev født den 23. februar 1443 i Kolozsvár i det nuværende Rumænien som yngre søn af den ungarske statsmand og krigsherre János Hunyadi og Elisabet Szilágyi. Matthias fik en grundig uddannelse i renæssancens ånd og havde humanisten Johann Vitéz, biskop af Várad som lærer. Han lærte sig tidligt latin, tjekkisk og tysk og fungerede som barn som tolk for sin far under internationale forhandlinger.
Faderen var regent for den mindreårige kong Ladislaus 5. af Ungarn fra 1446 til 1453. János Hunyadi døde i 1456, og efter hans død besluttede den nu myndige kong Ladislaus sig for at bryde Hunyadi-familliens magt. I 1457 blev Matthias' storebror, László Hunyadi henrettet efter at være blevet dømt skyldig i at konspirere mod kongen, mens Matthias blev fængslet og sendt til Prag, hvor han endte i kong Georg Podiebrads varetægt. Podiebrad behandlede ham som en ven og lod ham indgå ægteskab med sin datter, Katarina Podiebrad. Lászlós henrettelse førte til et oprør mod Kong Ladislaus, der måtte flygte fra Ungarn. Efter kong Ladislaus uventede død i november 1457 blev Matthias valgt til konge af Ungarn i 1458.

### Regeringstid
Som konge måtte Matthias kæmpe mod den tysk-romerske kejser Frederik 3., der gjorde krav på den ungarske trone. Han bekrigede også med held osmannerne, fra hvem han erobrede Bosnien, Valakiet og Moldova. Matthias deltog i korstoget mod den hussitiske konge Georg Podiebrad af Bøhmen i 1468. I 1469 blev han selv hyldet som bøhmisk konge af sine forbundsfæller. Han regerede dog aldrig i selve Bøhmen men erobrede i 1479 Lausitz, Schlesien og Mæhren fra Bøhmen.
Han førte et pragtfuldt og ødselt hof og støttede rundhåndet Ungarns kulturelle udvikling.